# Кракс червонодзьобий
Кракс червонодзьобий (Crax blumenbachii) — вид куроподібних птахів родини краксових (Cracidae).

## Поширення
Раніше був широко поширений на сході Бразилії від штату Баїя на південь через Еспіриту-Санту і східну частину Мінас-Жерайса до Ріо-де-Жанейро. Дикі популяції в даний час відомі з восьми заповідників. Живе у високостовбурних вологих лісах з густим підліском, але також часто населяє більш відкриті простори, такі як береги річок, невеликі алювіальні рівнинні прогалини в лісі. За оцінками, чисельність популяції становить 200—250 птахів.

## Опис
Його довжина становить близько 84 см при вазі приблизно 3500 г. Оперення самця глянцево-чорне з легкими синьо-зеленуватими відблисками. Хвіст чорний. Круп і підхвостові пера білі. На голові чорний гребінь з хвилястого пір'я. Дзьоб темно-коричневий з чорним кінчиком, прикрашений м'ясистим наростом червоно-помаранчевого кольору і карункул такого ж кольору. Темно-карі, майже чорні очі оточені ділянкою коричнево-фіолетової голої шкіри, але решта обличчя чорна. Довгі ноги також чорні. Самиця відрізняється від самця тим, що має підхвостові покриви і круп коричнево-червоного або коричного кольору. Верхня частина і хвіст чорні, як у самців, але на крилах, хвості та нижній частині живота є хвилясті смуги, не дуже помітні, різного кольору від червонувато-коричневого до каштанового. Гребінець, коротший, ніж у самця, чорний і зазвичай має три близько розташованих білих пір'їни. Дзьоб і віск тьмяно-чорні. Карункули відсутні, а м'ясистий виступ на дзьобі помітно менше. Очі світло-коричневого кольору і набагато світліші, ніж у самців. Колір ніжок варіюється від тьмяно-червоного до тьмяно-рожевого.